# Yordan Yovkov

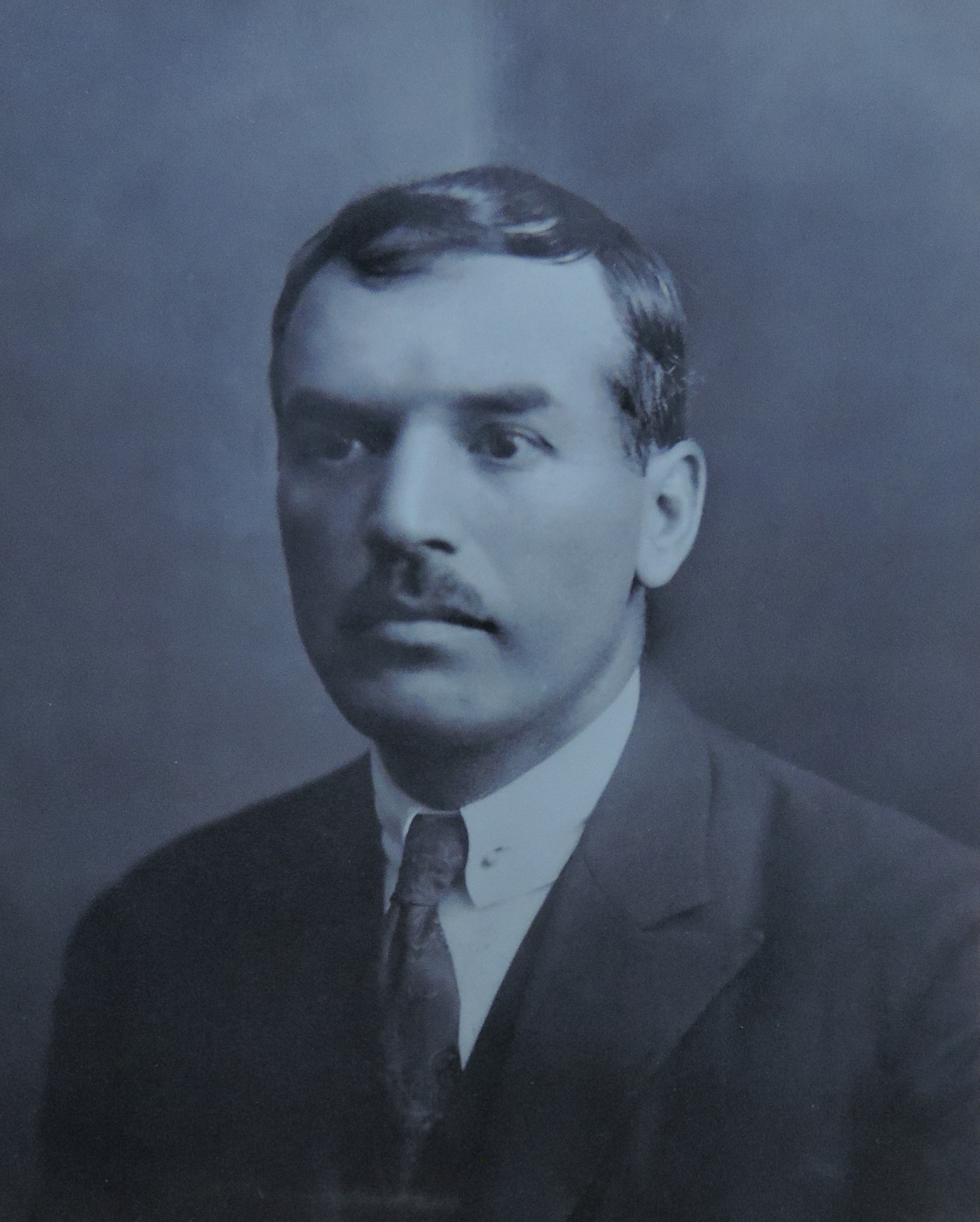
Yordan Yovkov

Yordan Stefanov Yovkov (Zheravna, 9 de novembro de 1880 — Sófia, 15 de outubro de 1937) foi um escritor, poeta e dramaturgo búlgaro. 

## Vida
Yovkov nasceu em Zheravna,Burgas,Bulgária. Estudou no colégio para homens em Sófia. Seu professor em literatura prediz que Yovkov tinha vocação para ser escritor. Mudou-se com sua família para Dobrich, Bulgária. Em 1902 entrou para a Escola dos oficiais da reserva em Knyazhevo ,Bulgária. No mesmo ano publicou seu primeiro poema no jornal "Saznanie". Participou da Segunda Guerra dos Balcãs (1913). Morou em Sófia até sua morte em 1937.

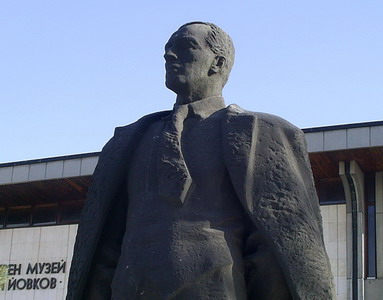
Monumento de Yovkov

## Obra literária
Yovkov escreveu 31 poemas.

### Publicações impressas
- Те победиха
- На старата граница
- Безотечественици
- Балкан